# Tobi Bakare
Tobi Bakare (* 1989 in London) ist ein britischer Schauspieler.

## Leben
Tobi Bakare wurde ausgebildet an der Identity School of Acting in der Hauptstadt des Vereinigten Königreichs. Er spielte in The Tunnel – Mord kennt keine Grenzen in neun Episoden Chuks Akinade. Als Jamal trat er sowohl in Kingsman: The Secret Service auf, als auch in der Fortsetzung Kingsman: The Golden Circle. Größere Bekanntheit erreichte er in Deutschland durch seine Präsenz in der britisch-französischen Fernsehserie Death in Paradise. Zunächst als Officer und später als Sergeant J.P. Hooper half er ab Folge 5 in der Staffel 4, Morde auf Saint Marie aufzuklären. Am Ende der zehnten Staffel endete seine Tätigkeit auf der fiktiven Karibikinsel. In zwei Episoden dieser Staffel spielte Prisca Bakare, die er 2014 heiratete und mit der er drei Kinder hat, seine Ehefrau Rosey Hooper geborene Fabrice. Fola Evans-Akingbola, die ursprünglich in dieser Rolle zu sehen war, stand aufgrund verschobener Dreharbeiten wegen der Corona-Pandemie nicht mehr zur Verfügung.
Im Jahr 2024 übernahm er eine der Hauptrollen in dem von Supermassive Games entwickelten Single-Player-Horrorspiel The Casting of Frank Stone als Sheriff Sam Green. Er lieh diesem Charakter nicht nur seine Stimme, sondern auch sein Aussehen und stellte ihn mit Hilfe des Motion-Capture-Verfahrens in die virtuelle Welt dar.

## Filmografie (Auswahl)
- 2008, 2012: Gerichtsmediziner Dr. Leo Dalton (Fernsehserie, 4 Folgen)
- 2011: The Shadow Line (Fernsehserie, 3 Folgen)
- 2013: The Tunnel – Mord kennt keine Grenzen (Fernsehserie, 9 Folgen)
- 2014: The Smoke (TV-Miniserie, 4 Folgen)
- 2014: Kingsman: The Secret Service (Kinofilm)
- 2015–2021: Death in Paradise (Fernsehserie, 7 Staffeln)
- 2017: Kingsman: The Golden Circle (Kinofilm)

## Ludografie (Auswahl)
- 2024: The Casting of Frank Stone (Stimme und Motion Capture als Sheriff Sam Green)